# Acineta hennisiana
Acineta hennisiana är en orkidéart som beskrevs av Rudolf Schlechter. Acineta hennisiana ingår i släktet Acineta och familjen orkidéer.
Artens utbredningsområde är Colombia. Inga underarter finns listade i Catalogue of Life.